# Півники
Пі́вники або і́рис (лат. Iris)  — рід рослин з родини півникових (Iridaceae). Налічує близько 200—300 видів, поширених в Європі, Північній Америці, Азії, Північній Африці. Наукова назва походить від грецького слова Iris, що означає веселка, через велике різноманіття забарвлення квіток рослин цього роду. Багато видів культивуються людиною як декоративні. Ефірні олії півників використовуються в парфумерії.

## Опис
Рослини цього роду — багаторічні трави, що ростуть з повзучих кореневищ або, в посушливих умовах, з бульб. Мають довге, прямостійне стебло з квіткою на вершині, просте або розгалужене, пласке або округле в розрізі, з порожниною або без неї. У видів, що мають кореневище, зазвичай наявні від 3 до 10 базальних мечеподібних листків, що утворюють дернину. У видів, які мають бульбу, наявні циліндричні базальні листки.
Суцвіття віяловидні та складаються з однієї чи більше більш-менш симетричних шестипелюсткових квіток.

## Поширення
Цей рід широко розповсюджений в помірній зоні північної півкулі. Місцезростання рослин дуже різноманітні: від холодних регіонів до трав'янистих гірських схилів, лук та берегів струмків, розповсюджені в Європі, на Близькому Сході, в Північній Африці, Азії та Північній Америці.

## Деякі види
- Півники болотяні — Iris pseudacorus
- Півники сибірські — Iris sibirica
- Півники угорські — Iris hungarica
- Півники борові — Iris pineticola
- Півники причорноморські — Iris pontica
- Півники злаколисті — Iris graminea
- Півники рогаті — Iris furcata
- Півники солелюбні — Iris halophila
- Півники несправжньосмикавцеві — Iris pseudocyperus
- Півники карликові — Iris pumila
- Iris filifolia